# Кведа Мукеді
Кведа Мукеді (груз. ქვედა მუქედი) — село в Грузії.
За даними перепису населення 2014 року в селі проживає 282 особи.